# تولی‌لیش
تولی‌لیش (به انگلیسی: Tullylish) یک روستا در بریتانیا است.

## تاریخچه
این دهکده تشکیل خود را مدیون ساخت صومعه در تپه ای مشرف به رودخانه بان در شرق کلیسای فعلی کلیسای ایرلند است. روزگاری کارخانجات بسیاری در منطقه تولیلیش ، در امتداد رودخانه ها وجود داشت.